# Книга пророка Амоса
Кни́га проро́ка Амо́са — книга, входящая в состав еврейской Библии (Танаха) и Ветхого Завета. В еврейской Библии помещается в разделе Невиим («пророки»). Третья книга из «Двенадцати «малых» пророков». Написана пророком Амосом.

## Время написания
Пророчества Амоса относятся ко времени правления израильского царя Иеровоама II и царя Иудеи Озии, когда оба царства достигли вершины процветания. Он был старшим современником Осии. Вероятнее всего, его деятельность относится к осени 750 или 749 годов до н. э. Предполагается, что проповедь в Вефиле продолжалась от одного дня до нескольких дней. В это время Ассирия вела войны с сирийцами, что значительно уменьшило угрозу Северному царству со стороны Дамаска. В это время оно почти достигло границ времён Давида. Кроме того, пророчество совершалось за 2 года до большого землетрясения, которое вспоминали и спустя 200 лет.

## Автор
Об Амосе известно из его пророчеств (1:1 и 7:10—14), где написано, что он — пастух из Фекои, города в 16-и км южнее Иерусалима, он находился на высоте 850 м над уровнем моря. Амос был призван Господом от своих стад для того, чтобы идти в соседнее государство и обратиться с пророчеством против его элиты, что он с мужеством и исполняет.

## Содержание
Первая и вторая главы Книги посвящены предсказанию землетрясения и Божьего наказания для всех ближневосточных народов, а затем непосредственно для Иудеи и Израиля, за моральное разложение, за преступления их правителей. Главы 3—6 посвящены непосредственно грехам Израиля.
Основные обвинения в данном отрывке — это социальная несправедливость и притеснение бедных (2:6—8, 3:10, 4:1—3), которые рассматриваются как нарушения завета с Богом, его заповедей.
В своём пророчестве (5:4, 5) Амос обращается к религиозной практике израильтян — религиозность без преданности заповедям и закону неугодна Богу. Это находит своё отражение в пророчестве Амоса (5:21—27), где Бог отвергает ритуалы и жертвоприношения, которые не сопровождаются исполнением заповедей и, прежде всего, правильного судопроизводства. В связи с этим День Господень, всеми ожидаемый с надеждой, обернётся тьмой, а не светом (5:18—20). Каким образом можно избегнуть наказания, пророком объясняется там же (5:4—7, 5:14, 15): «Взыщите Господа — и будете живы»; «ищите добра, а не зла, чтобы вам остаться в живых».
Последняя часть книги Амоса (главы 7—9) зачастую называется «Книгой видений». Три видения: саранча (7:1—3), огонь (7:4—6), отвес (7:7—9) — символы возрастающей ярости Бога, отказ миловать народ Божий, то же самое — корзина со спелыми плодами (8:1—3). Он предвещает голод слова Господня (8:11, 12).
В последней главе Амос приводит последнее видение — Господь, стоящий над жертвенником (9:1—4). В этой главе подчёркивается равенство перед Богом всех народов (9:7). Предвещается восстановление Царства Давида и проповедь слова Божьего среди всех народов.